# Isabel Medina
Isabel Maria Medina Costa Vasconcelos Barbosa (Moçambique, 22 de Agosto de 1952) é uma actriz, encenadora portuguesa e autora portuguesa. 

## Biografia
É licenciada em Filologia Germânica, pela Faculdade de Letras da Universidade de Lisboa e, em Teatro, pela Escola Superior de Teatro e Cinema do Instituto Politécnico de Lisboa. Também frequentou o Westfield College de Londres em cursos de escrita e comunicação ministrados pela BBC. 
Foi Directora literária da Companhia de Teatro Escola de Mulheres (que dirigiu com Fernanda Lapa), tem trabalhado como actriz no teatro, no cinema e na televisão, exercendo paralelamente as actividades de argumentista, dramaturga e encenadora. 
Entre 1983 e 2000 interpretou cerca de 50 peças no Teatro Nacional D. Maria II, Teatro do Século (do qual foi co-fundadora), Comuna - Teatro de Pesquisa, Teatro Personna, Escola de Mulheres. Como encenadora dirigiu Os Novos Confessionários, Mulheres ao Poder, Marcas de Sangue, "Dentadas", "O Guardião de Sonhos", "O Mundo das Cores".
Foi coordenadora de guiões das 2 séries infantis "Jardim da Celeste", produzidas pela RTP 2 e da 2 séries "Ilha das Cores" , também produzidas pela RTP 2.
No cinema trabalhou com vários realizadores, entre eles: Edgar Pêra, Jorge Silva Melo e Mark Heller. 
Foi casada com o jornalista e realizador Luís Filipe Costa e, é mãe do actor Pedro Cavaleiro. 

## Prémios e Reconhecimento
Como actriz foi distinguida com o Troféu Nova Gente - Actriz Revelação – para a p eça Sopinhas de Mel, encenação de Jorge Listopad e o Prémio da Associação Portuguesa de Críticos para Melhor Actriz em Amadis, encenação de João Mota.
Faz parte da Academia Portuguesa de Cinema. 

## Filmografia
- Em televisão participou em várias nas séries e novelas:

| Séries               | Ano  | canal |
| -------------------- | ---- | ----- |
| Duarte e Companhia   | 1985 | RTP   |
| Claxon               | 1991 | RTP   |
| Polícias             | 1996 |       |
| Umas Casa em Fanicos | 1998 | RTP   |
| Esquadra da Policia  | 1999 | RTP   |
| Crianças S.O.S       | 2000 | TVI   |
| Espírito da Lei      | 2001 | SIC   |
|                      |      |       |
| Novelas              | Ano  | Canal |
| Na Paz dos Anjos     | 1994 | RTP   |
| Desencontros         | 1994 | RTP   |
| Filhos do Vento      | 1996 | RTP   |
| A Lenda da Garça     | 1999 | RTP   |
| A Senhora das Águas  | 2001 | RTP   |
| Lusitana Paixão      | 2002 | RTP   |
| Morangos com Açúcar  | 2005 | TVI   |
| Ilha dos Amores      | 2007 | TVI   |
| A Outra              | 2008 | TVI   |
| Meu Amor             | 2010 | TVI   |
| Mundo ao contrário   | 2013 | TVI   |
| Jardins Proíbidos    | 2014 | TVI   |
| Ouro Verde           | 2017 | TVI   |

No cinema fez parte do elenco dos filmes: 
- 1988 - A Borboleta na Gaiola, de Luís Filipe Costa

- 1993 - Coitado do Jorge, de Jorge Silva Melo

- 2014 - Virados do Avesso, de Edgar Pêra

- 2009 - Star Crossed, co-produção luso-britânica dirigida por Mark Heller